# الجمعية الملكية لهواة الطوابع
الجمعية الملكية لهواة جمع الطوابع بلندن (RPSL)، هي أقدم جمعية لهواة جمع الطوابع في العالم. وقد تأسست في 10 أبريل 1869 باسم جمعية هواة جمع الطوابع بلندن. وتدير الجمعية متحفاً بريدياً، وهو متحف سبير لتاريخ الطوابع، في مقرها الرئيسي في مدينة لندن.

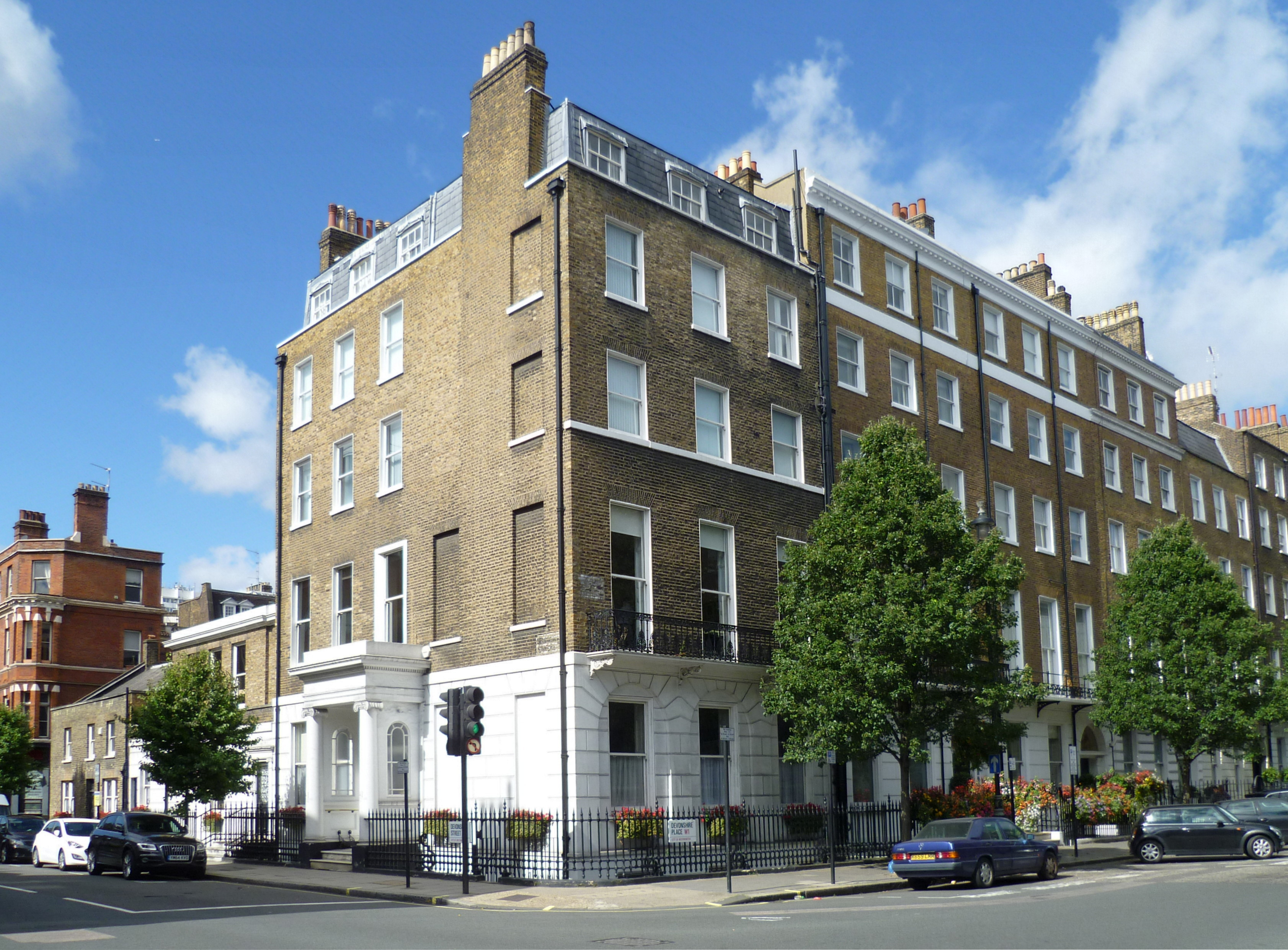
المبنى السابق للجمعية في 41 ديفونشاير بليس في الزاوية مع شارع ديفونشاير

تأسست الجمعية في 10 أبريل 1869، في اجتماع عُقد في 93 شارع غريت راسل ستريت في غرف تاجر الطوابع ج. س. ويلسون. وكان أول أعضاء المكتب المنتخبين هم الرئيس السير دانيال كوبر، ونائب الرئيس فريدريك أ. فيلبريك، وسكرتير الجمعية و. دادلي أتلي. تألفت اللجنة من إدوارد لوينز بيمبرتون وتشارلز دبليو فينر وتوماس ف. إرسكين وجوزيف سبيرانزا ودبليو إي هاينز.
منح الملك إدوارد السابع الإذن باستخدام البادئة "رويال" في نوفمبر 1906.
وكانت الراعية السابقة هي الملكة إليزابيث الثانية. وفي شهر سبتمبر من كل عام، وفي اجتماع خاص للجمعية، يعرض جزء من مجموعة الطوابع الملكية من قبل أمينها. لم يُعرف عن الملكة إليزابيث الثانية أنها كانت من هواة جمع الطوابع، ولكن العائلة الملكية حافظت على المجموعة التي ورثتها عن إدوارد السابع وأضافت إليها.

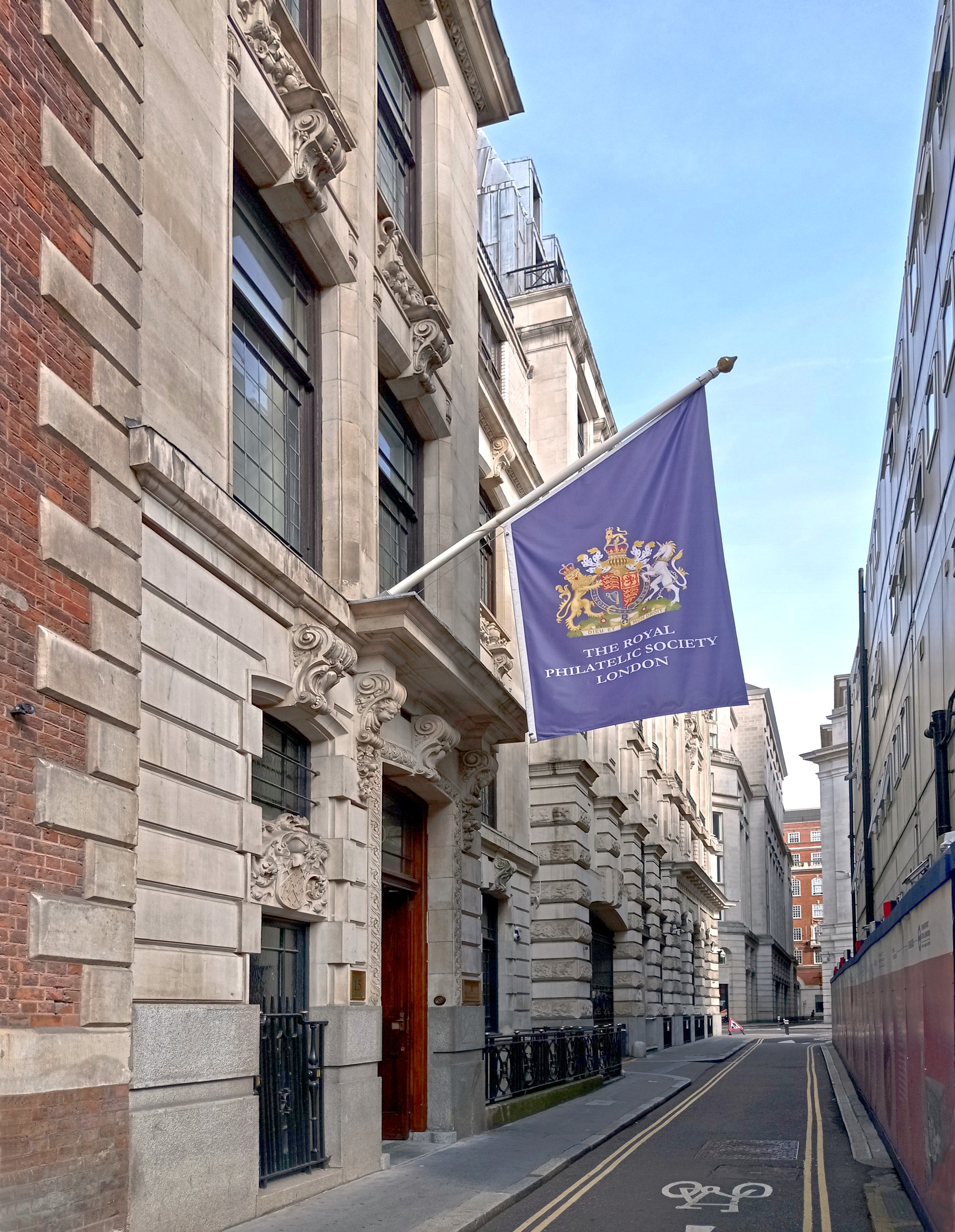
مبنى الجمعية الملكية في 15 شارع أبتشيرش

احتفلت الجمعية بالذكرى السنوية المائة والخمسين لتأسيسها في عام 2019، وتميزت الذكرى السنوية بزيارة راعيتها، الملكة إليزابيث الثانية، في 26 نوفمبر 2019 عندما افتتحت مقر الجمعية الجديد في أبتشيرش لين، لندن EC4.

## العضوية

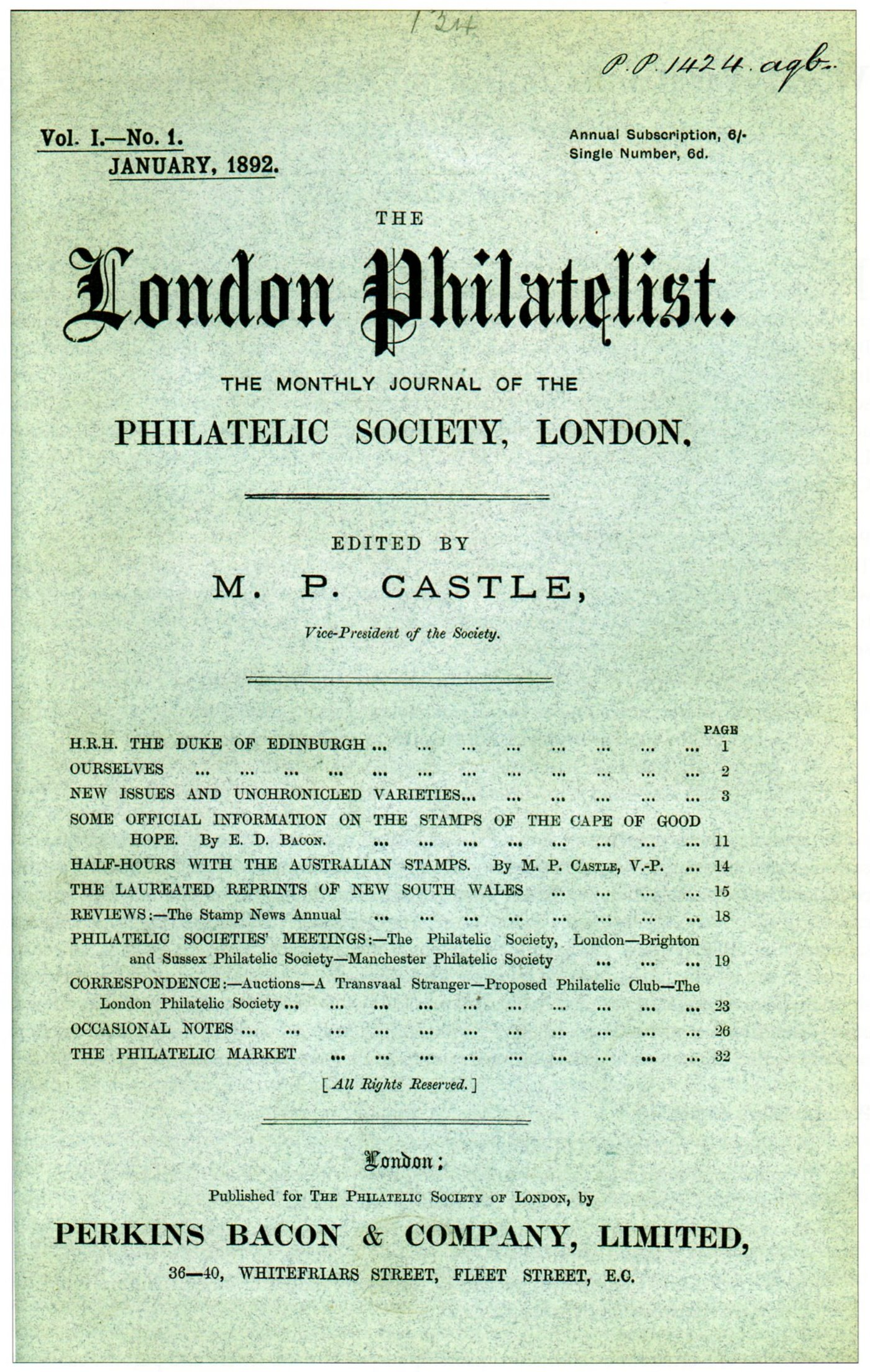
الغلاف الأمامي للعدد الأول من مجلة لندن لهواة الطوابع، المجلد 1، رقم 1، يناير 1892

تضم "رويال"، كما هو معروف، 2200 عضو في عشرات البلدان، مع وجود أكبر عدد من الأعضاء في المملكة المتحدة والولايات المتحدة. وينقسم الأعضاء إلى فئتين، الزملاء والأعضاء. ويحق للزملاء استخدام ألقاب ما بعد التسمية "FRPSL" والتي تعني (زميل الجمعية الملكية لهواة جمع الطوابع في لندن).
يُنتخب الزملاء من الأعضاء على أساس الخدمة التي قدموها للجمعية ولعلم الطوابع. وتنشر الجمعية "مجلة لندن لهواة جمع الطوابع" التي تتضمن مقالات ومراجعات للكتب وأخبار الجمعية وإعلانات ومواد أخرى.

## الأهداف
الأهداف الرئيسية للجمعية هي:
1. الترويج والتشجيع والمساهمة في النهوض بعلم الطوابع وممارستها.
2. إطلاع أعضاء الجمعية على جميع المسائل التي تؤثر على أي من أهدافها عن طريق الاجتماعات والمناقشات والعروض والمحاضرات والمراسلات أو غير ذلك؛ والمساعدة في إجراء البحوث المتعلقة بهواية جمع الطوابع، وطباعة ونشر وإصدار مثل هذه الأوراق والدوريات والكتب والتعاميم أو غيرها من الأمور الأدبية لدعم هذه الأهداف.
3. إقامة المعارض الدولية أو غيرها من معارض هواة جمع الطوابع في المملكة المتحدة أو في أي مكان آخر، أو الاشتراك فيها أو المساعدة في تنظيمها أو الترويج لها أو الاشتراك فيها أو المساعدة فيها، وتقديم ومنح الجوائز والميداليات أو غيرها من الجوائز التقديرية فيما يتعلق بهذه المعارض أو لأي عمل أدبي متصل بهواية جمع الطوابع.
4. إنشاء وصيانة مكتبة ومجموعات من الطوابع والتصاميم والبراهين والمقالات وغيرها من المواد ذات الأهمية المتعلقة بأي هدف من أهداف الجمعية.

## التكريم والجوائز
- تمنح الجمعية ميدالية كروفورد لأفضل مساهمة قيمة ومبتكرة في دراسة ومعرفة الطوابع المنشورة في شكل كتاب خلال السنتين السابقتين للجائزة.
- كما تمنح الجمعية هذه الميداليات الفضية:

1. ميدالية تيلارد لأفضل عرض كبير عن أي جانب من جوانب الطوابع يقدمه واحد أو أكثر من زميل أو عضوين خلال الفترة ذات الصلة.
2. ميدالية "لي" لأفضل بحث يتناول أي جانب من جوانب الطوابع يقدمه زميل أو عضو واحد خلال الفترة ذات الصلة.
3. ميدالية تابلينج لأفضل بحث كتبه زميل أو عضو ونُشر في مجلة لندن لهواة جمع الطوابع خلال الفترة ذات الصلة.

## المسؤولون والأعضاء
جميع المسؤولين وأعضاء المجلس مدرجون على صفحة الموقع الإلكتروني للجمعية.

## روابط خارجية
- الموقع الرسمي للجمعية